# Untersanding
Untersanding ist ein Kirchdorf und Ortsteil der Gemeinde Thalmassing im Landkreis Regensburg (Bayern) mit 191 Einwohnern (Stand 8. April 2025).

## Geschichte
Zum ersten Mal wird der Name Sanding als Samotinga (wohl abgeleitet von einem Mann namens Samout) um 883/887 in einer Matrikel der Diözese Regensburg erwähnt. Um 1350 wird erstmals die getrennte Bezeichnung von Obersenting und Untersenting in einer Urkunde erwähnt. Bis dahin wurde nur von Senting, womit das heutige Untersanding gemeint war, gesprochen.
Am 1. Januar 1972 schloss sich die bis dahin selbständige Gemeinde Sanding (bis 1875 Obersanding) mit Luckenpaint, Thalmassing, Untersanding, Weillohe und Wolkering freiwillig zur neuen Gemeinde Thalmassing zusammen.

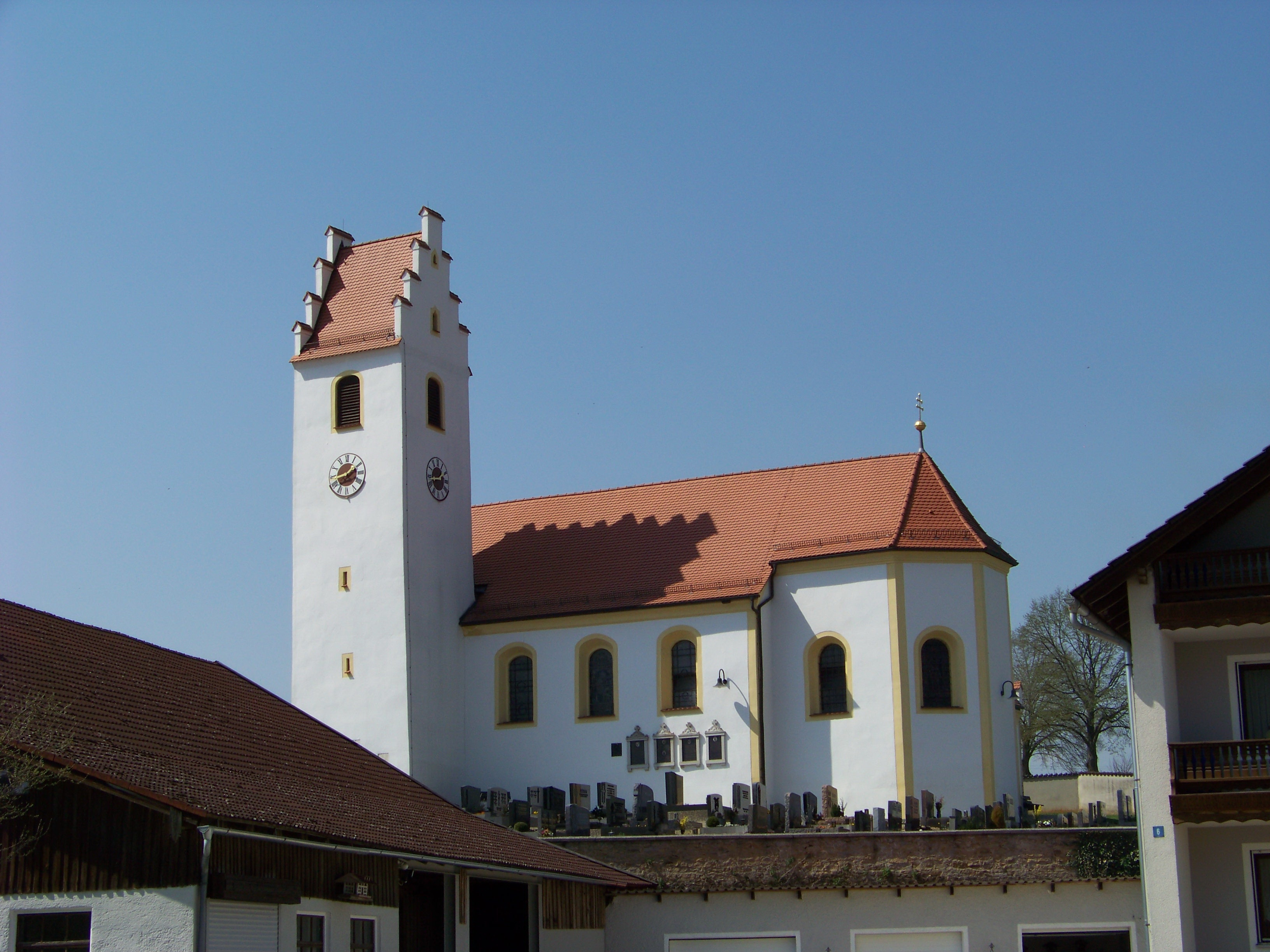
Kirche St. Pankratius

## Bauwerke
- Katholische Filialkirche St. Pankratius: Saalbau mit eingezogenem Chor, Flankenturm mit Treppengiebel
- Burg Sanding

Siehe auch: Baudenkmäler Untersanding

## Vereine
- FF Sanding
- Freie Wählerschaft Sanding
- KLJB Sanding
- Krieger- und Soldatenverein Sanding
- SV Sanding